# Пљеваљски сир
Пљеваљски сир  припада  групи  меких  саламурних  сирева.  Производи  се  од  пуномасног  крављег  млека. 
Производња пљеваљског сира се одвија у северном делу Црне Горе, на територији општине Пљевља.
Пљеваљски сир је главна намирница многих црногорских јела. Овај бели сир се традиционално производи од сировог крављег млека. Сир се одликује јаким укусом и кремастом текстуром. Његове јединствене ароме резултат су процеса сазревања који се одвија у посебно дизајнираним дрвеним кацама. Нарезани сир се соли, ставља у дрвене каце, а затим потопи у саламуру.
Пљеваљски сир треба да сазри 15 дана пре него што буде спреман за конзумацију. Сир је толико популаран да постоји чак и годишња манифестација Дани пљеваљског сира, на којој бројни произвођачи из пљеваљског краја представљају своје сиреве.
Вештина израде пљеваљског сира уврштена је у национални регистар Нематеријалног културног наслеђа Црне Горе.

## Историја
Званични историјски извори кажу да се сир у области Пљеваља производио вековима. По подацима из Дубровачких докумената од 1348. год. била је развијена трговина Брезнице са Дубровником где се носио мед, крзно, восак, производи сточарства и жива стока. Почетком XV века посебно се развила трговина на путевима који су пролазили кроз Брезницу према приморским градовима и Дубровнику.
Пљевља су у периоду османске власти биле центар трговинске, занатске и пољопривредне делатности. На основу сачуваних османских књига већина становништва Пљеваља бавила се земљорадњом и сточарством као примарном делатношћу. Предмет трговине у Пљевљима на пазару су биле житарице, сочиво, боб, лук, стока, сточарски производи попут масла и вуне, а нарочито значајан и вредан производ је био сир.

## Географско подручје производње
Производња пљеваљског сира ограничена је на северни део Црне Горе, регион општине Пљевља. 
Ово планинско подручје богато је природним пашњацима погодним за сточарство. Сезона испаше може трајати и до осам месеци. Пољопривредници углавном користе сено за исхрану животиња током зимских месеци. Специфичан флористички састав пашњака значајно утиче на квалитет млека које се користи за производњу сира, а константна температура у Пљевљима  продужава му рок трајања.

## Опис производа
За производњу Пљеваљског сира користи се сирово необрано кравље млеко од регистрованих, здравих грла говеда. 
Као додатак приликом прављења пљеваљског сира користи се искључиво анимално сирило и со без употребе било каквих других додатака. Млеко не сме бити подвргнуто било каквим другим поступцима конзервирања осим хлађења.
Пљеваљски сир мора бити у кришкама, правилног четвртастог облика или облика кружног исечка сличних димензија. Дебљина кришке се креће од 1,5 cm до 3 cm. Мора имати белу до бело-жуту боју. Не сме садржавати више од 4% соли,   
а мора садржати минимум 45% млечне масти у сувој материји.

## Опис производње
Сирово млеко се одмах након муже филтрира кроз платнену крпу и сипа у одговарајуће пластичне или емајлиране посуде. Млеку се додаје анимално сирило. Температура млека креће се у распону од 28-33 °C. Процес подсиравања траје од 30-90 минута.
Формиран груш се након сат времена реже на коцке величине 2–4 cm. Након резања, груш се оставља 5-10 минута да мирује. При томе долази до издвајања сурутке. Груш се купи у платно (цедило) и цеди сопственим притиском (самопресовање).
Тај процес траје од један до три сата. 
Након самопресовања, сирна груда се притисне дрвеним кругом и додатним оптерећењем. Пресовање сира траје у просеку 4-6 сати, а температура просторије где се врши пресовање је између  15-25 °C.
Након завршеног процеса пресовања, сир се ножем сече на кришке четвртастог облика или облика кружног исечка. Пожељно је да кришке након резања имају облик који ће се најбоље уклопити у облик канте или каце у којој се врши зрење сира.
Кришке сира се слажу и соле, тако што се смењују ред сира и ред соли. Након слагања на врх посуде се ставља додатно оптерећење. Овако припремљен сир се оставља да зри. Процес зрења се одвија у температурним условима од 15 до 25 °C.  Зрење пљеваљског сира траје минимум 15 дана. 